# Василенко Олександр Миколайович
Олекса́ндр Микола́йович Василе́нко (28 травня 1952, Київ) — соліст-вокаліст Національного ансамблю солістів «Київська камерата», народний артист України, Почесний академік Української академії наук

## Життєпис
Народився 28 травня 1952 року в м. Києві в сім'ї службовців.

У 1982 році закінчив Київську державну консерваторію ім. П. І. Чайковського  Вчився вокалу у народної артистки СРСР Лариси Руденко та доцента Ірини Колодуб. 
З 1987 року  соліст-вокаліст Національної філармонії України, з 1993 — Національного  академічного духового оркестру України, з 1994 — Національного академічного  ансамблю «Київська камерата». У  1995  році  присвоєно почесне  звання «Заслужений артист України», 2005  — «Народний артист України».
Постійний гість Всеукраїнського фестивалю української пісні «Пісенний вернісаж», неодноразовий переможець фестивалю «Шлягер року» та радіофестивалю «Пісня року». 3 2003 по 2012 рр. голова журі Міжнародного конкурсу-фестивалю дитячої та юнацької творчості «Зоряний Симеїз», член журі Всеукраїнської музичної олімпіади «Голос Країни». Почесний академік Української  академії наук (2006).  
[Архівовано 26 лютого 2022 у Wayback Machine.]

## Творчі нагороди
«Володар голосу унікальної краси».Удостоєний на Міжнародному фестивалі «Світ музики»  в Італії (1999). У 2000 році на цьому ж фестивалі здобув Гран-прі та знову підтвердив свій титул «Володар голосу унікальної краси».
Лауреат Міжнародної літературно-мистецької премії «Осіннє золото» імені Дмитра Луценка (2002).
Лауреат Міжнародної літературно-мистецької премії імені Григорія Сковороди (2014).
Лауреат премії  імені Богдана  Хмельницького (2019).
Орден Святителя Миколая (2024).

## Репертуар
У репертуарі співака  — арії з опер, оперет та мюзиклів, романси, сучасні українські пісні  та шлягери минулих років, пісні народів світу мовами оригіналу. Виступає у супроводі  симфонічних, камерних, народних, духових  оркестрів та естрадних колективіів. Співпрацює з сучасними українськими композиторами: Олексієм Чухраєм, Леонідом Попернацьким, Валентином Касьяновим, Геннадієм Володьком, Олесем Колядою, Леонідом Нечипоруком, Тетяною Оленевою-Стаматі, Віктором Ліфанчуком, Володимиром Домшинським, Людмилою Єрмаковою, Володимиром Ілемським. Свого часу плідно працював з Людмилою Височинською і Олександром Кушнарьовим. Виконує пісні на вірші: Бориса Олійника, Дмитра Луценка, Миколи Сингаївського, Миколи Луківа, Вадима Крищенка, Ганни Чубач, Михайла Ткача, Павла Мовчана, Михайла Шевченка, Ніни Шаварської, Леоніда Федорука, Йосипа Фиштика.

## Гастролі
Чимало гастролює: Італія, Іспанія, Франція, Німеччина, Болгарія, Словаччина, Чехія, Польща,  Югославія, Ізраїль,  Північна Корея, США.

## Дискографія
CD —
- «Мені не забути тебе» (2001),
- «У стилі ретро» (2002),
- «Любімо її…» (2004, разом з Л. Федоруком),
- «У стилі ретро -2» (2004),
- «У стилі ретро-3» (2005),
- «Дивлюсь я на небо» (2006),
- «На счастье» (2006),
- «Квітка нічного саду» (2011)
- «Мені з тобою добре» (2011),
- «Іще не осінь» (2011),
- «Іще одна весна» (2011),
- «Трускавецька Фієста» (2016)